# Střemošice
Střemošice là một làng thuộc huyện Chrudim, vùng Pardubický, Cộng hòa Séc.